# Madeleine Carruzzo
Madeleine Carruzzo (* 9. April 1956 in Sion, Schweiz) ist eine Schweizer Geigerin. Sie war 1. Violinistin der Berliner Philharmoniker. Dort wurde sie am 1. September 1982 Ensemblemitglied und war damit nach rund 100 Jahren seit der Gründung die erste Frau, die ein festes Engagement im Sinfonieorchester erhielt.

## Leben
Carruzzo nahm zunächst Gitarrenunterricht beim Vater ihres späteren Professors Tibor Varga, der ihr allerdings das Spielen der Violine empfahl. Im Alter von sieben Jahren begann sie ihre Violinen-Ausbildung.
Ihr Studium absolvierte Carruzzo von 1978 bis 1981 an der Hochschule für Musik in Detmold bei Tibor Varga, für den sie in dieser Zeit auch als Assistentin sowie als Konzertmeisterin seines Kammerorchesters tätig war. Carruzzo legte ihr Konzertexamen mit Auszeichnung ab.
1982 bewarb sie sich beim Zürcher Kammerorchester für die Stelle des Konzertmeisters und bei den Berliner Philharmonikern als Ensemblemitglied. Während sie in Zürich abgelehnt wurde, da man zu dieser Zeit die Stellen der Stimmführer grundsätzlich nicht weiblich besetzen wollte, erhielt sie eine Einladung zum Vorspiel am 23. Juni 1982 bei den Berliner Philharmonikern unter der Leitung von Herbert von Karajan. Dort spielte sie die Sonate für Violine solo Nr. 2 a-Moll von Johann Sebastian Bach und das Violinkonzert Nr. 5 in A-Dur von Wolfgang Amadeus Mozart. Sie konnte sich gegen die zwölf männlichen Mitbewerber durchsetzen. Im Februar 2023 wurde sie bei den Berliner Philharmonikern verabschiedet.
Neben ihrer Tätigkeit bei den Berliner Philharmonikern ist Carruzzo auch in verschiedenen Kammermusik-Ensembles aktiv, unter anderem im Erlenbusch Quartett, dem Metropolis Ensemble Berlin, dem Venus Ensemble und den Philharmonischen Streichersolisten  und mit dem Cembalisten und Organisten Alexander Seidel.

## Auszeichnungen
- 2001: Preis der Stiftung Divisionär F.K. Rünzi[8]

- 2012: Preis der Stadt Sion[8]